# Omer Coppens
Pour les articles homonymes, voir Coppens.
Omer Coppens, né le 21 novembre 1864 à Dunkerque et mort le 8 mai 1926 à Ixelles, est un peintre, aquarelliste, graveur et céramiste belge.

## Biographie
Omer Auguste Léopold Napoléon Coppens est né à Dunkerque le 21 novembre 1864, de parents belges fort aisés : François Xavier Coppens, rentier, et Hermance Léonardine Giet,, qui s'étaient mariés à Grammont en 1858. Son fils, Willy Coppens de Houthulst, est un as de l'aviation durant la Première Guerre mondiale.
Omer Coppens étudie à l'Académie royale des beaux-arts de Gand, puis entreprend un voyage d'études au Maroc, en France, en Italie et surtout en Flandre. Enfin il s'installe à Bruxelles.
Le 1er septembre 1891, il épouse, à Saint-Josse-ten-Noode, Hélène Gheude, la sœur de Berthe Cabra, ils sont parents de deux enfants, dont Willy né le 6 juillet 1892.
En 1892, il cofonde la société d'artistes Pour l'art et devient membre du cercle artistique L'Essor. Il participe aux salons du mardi organisés par les époux Ray Nyst et Élise Soyer. 
En 1895, il expose au Salon de La Libre Esthétique. Ami d'Émile Gallé, il travaille surtout en Flandre et sur la côte belge. Il est considéré comme un représentant important de l'atmosphère flamande avec des vues de polders ou de ports et de mer. Les nombreuses représentations au crépuscule ou de nuit comptent parmi ses meilleurs travaux. Il peint également des  scènes de genre et des paysages urbains. En tant que graveur, il conçoit des gravures en couleurs, publiées par Dietrich à Bruxelles. Parallèlement, il expérimente la peinture sur céramique. Arthur Craco réalise ses premières céramiques dans son atelier.
En 1909, il devient président de la Société des Aquafortistes belges. Il expose ses œuvres à Paris, Munich et Berlin et en 1910, il participe à l'Exposition universelle de Bruxelles.
Dans les années 1920, il se rend en Afrique du nord et en rapporte un grand nombre de toiles, esquisses et dessins.
Le 8 mai 1926, il décède subitement à Ixelles. Il reçoit des funérailles avec les honneurs militaires à l'église Sainte-Croix d'Ixelles, et est inhumé au cimetière d'Ixelles.

## Hommage et distinction
En 2001, le Centre d'Art de Rouge-Cloître, à Bruxelles, lui consacre une exposition intitulée « Omer Coppens ou le Rêve de l’Art nouveau », réalisée en collaboration avec l’Université libre de Bruxelles, les Musées royaux d'art et d'histoire, le Musée Horta, le service culturel de la commune de Watermael-Boitsfort et le Centre International pour l’Étude du XIXe siècle, sous le commissariat scientifique de Sébastien Clerbois.
Il a reçu la distinction suivante :
- Officier de l'ordre de Léopold en 1921.